# 上海陸戦隊
『上海陸戦隊』（シャンハイりくせんたい）は東寶映畫株式会社が製作した日本の戦争映画。昭和14年(1939年)公開。

## 概要
日中戦争（支那事変）最中の1939年（昭和14年）に公開された戦争映画で、第二次上海事変での上海海軍特別陸戦隊の戦いの様子をセミ・ドキュメンタリータッチで描く。
大日本帝国海軍の全面協力を得ているだけあって飛行機や戦車、重機関銃など実物の兵器も多数登場する。2006年（平成18年）に東宝からDVDが発売された。

## スタッフ
- 後援：海軍省
- 指導：海軍軍事普及部
- 監修：山口肇、田代格(共に当時の海軍少佐)
- 製作：森田信義
- 脚本：沢村勉
- 補訂・製作主任：安達伸男
- 製作主任：大岩弘明
- 撮影：鈴木博
- 装置：北猛夫
- 編集：今泉善珠
- 演奏：海軍軍楽隊
- 指揮：内藤清五
- 演出：熊谷久虎

## キャスト
中隊本部
- 大日方伝：中隊長・岸中尉
- 清川荘司：指揮小隊長・前田特務少尉
- 北沢彪：児玉一等水兵
- 光一：廣国一等水兵
- 津田光男：宮路一等看護兵

A陣地
- 鉄一郎：小隊長・藤堂少尉
- 柳谷寛：吉川一等水兵
- 中村英雄：園田二等水兵

B陣地
- 関口八郎：小隊長・田辺特務少尉
- 佐山亮：中村二等水兵
- 佐伯秀男：大石一等水兵

C陣地
- 小杉義男：小隊長・高畑兵曹長
- 月田一郎：山口二等水兵
- 眞木順：桜井一等水兵
- 江藤勇：大久保二等水兵
- 三木利夫：古山二等水兵

大隊本部
- 鬼頭善一郎：大隊長・松本少佐

――――――――――――――――――  
- 丸山定夫：新聞記者
- 原節子：明珠
- 英百合子、椿澄枝：避難民の女
- 音羽久米子：ダンサー
- 大村千吉：少年兵

## あらすじ
昭和12年8月、大山大尉殺害事件を発端に日本帝国海軍陸戦隊と中華民国軍の間に戦闘が勃発した。陸戦隊の兵力は中国軍に対して決定的に不足していた。陸軍部隊が上陸するまで彼らは持ちこたえなければならなかった。